# Parque de Santa María metróállomás
Parque de Santa María metróállomás Spanyolország fővárosában, Madridban a madridi metró 4-es vonalán.

## Metróvonalak
Az állomást az alábbi metróvonalak érintik:
- 4-es metróvonal

## Kapcsolódó állomások
A metróállomáshoz az alábbi állomások vannak a legközelebb:
- Hortaleza (Pinar de Chamartín, 4-es metróvonal)
- San Lorenzo (Argüelles, 4-es metróvonal)